# Robert Karlsson
Robert Karlsson (* 3. September 1969 in St. Malm, Schweden) ist ein Profigolfer der European Tour und der PGA Tour.

## Werdegang
Der Sohn eines Greenkeepers wurde 1989 Berufsgolfer und qualifizierte sich im Jahr darauf für die European Tour. Seither konnte er sich durch beständiges Spiel dort behaupten, gewann bislang elf Turniere, und ist damit der erfolgreichste Schwede. Bei seinem Sieg in der Celtic Manor Wales Open 2006 stellte Karlsson mit 124 bezw. 190 Schlägen neue Tour-Rekorde für zwei (36 Loch) bezw. drei Runden (54 Loch) auf. In der European Tour Order of Merit 2006 erreichte Platz 4 und 2008 gewann er als erster Schwede jene Geldranglistenwertung und die damit verbundene Harry Vardon Trophy. Im November 2008 holte er mit Henrik Stenson den World Cup für Schweden.
Er war Mitglied des kontinentaleuropäischen Teams in der Seve Trophy der Jahre 2000, 2002, 2007 und 2009. Im Ryder Cup war er 2006 und 2008 in der europäischen Mannschaft.
Robert Karlsson ist mit 1,96 Metern der größte Golfer der European Tour. Er ist ein typischer frontrunner, der den Großteil seiner Turniersiege aus der führenden Position sicherstellen konnte.
Er ist verheiratet mit seiner Frau Ebba, hat zwei Kinder und lebt, wie viele seiner Landsleute, im Steuerparadies Monaco.

## European Tour Siege (11)
- 1995 Turespana Open Mediterrania
- 1997 BMW International Open
- 1999 Belgacom Open
- 2001 Via Digital Open de España
- 2002 Omega European Masters
- 2006 Celtic Manor Wales Open, The Deutsche Bank Players Championship of Europe
- 2008 Mercedes-Benz Championship, Alfred Dunhill Links Championship
- 2010 Commercialbank Qatar Masters, Dubai World Championship

## Resultate bei Major Championships
| Tournament        | 1989 | 1990 | 1991 | 1992 | 1993 | 1994 | 1995 | 1996 | 1997 | 1998 | 1999 | 2000 | 2001 | 2002 | 2003 |
| ----------------- | ---- | ---- | ---- | ---- | ---- | ---- | ---- | ---- | ---- | ---- | ---- | ---- | ---- | ---- | ---- |
| Masters           | DNP  | DNP  | DNP  | DNP  | DNP  | DNP  | DNP  | DNP  | DNP  | DNP  | DNP  | DNP  | DNP  | DNP  | DNP  |
| US Open           | DNP  | DNP  | DNP  | DNP  | DNP  | DNP  | DNP  | DNP  | DNP  | CUT  | DNP  | DNP  | DNP  | T45  | DNP  |
| Open Championship | T77  | DNP  | DNP  | T5   | CUT  | DNP  | CUT  | DNP  | CUT  | CUT  | CUT  | CUT  | CUT  | CUT  | DNP  |
| PGA Championship  | DNP  | DNP  | DNP  | DNP  | DNP  | DNP  | DNP  | DNP  | DNP  | T65  | T41  | DNP  | CUT  | DNP  | CUT  |

| Tournament        | 2004 | 2005 | 2006 | 2007 | 2008 | 2009 | 2010 | 2011 | 2012 | 2013 | 2014 |
| ----------------- | ---- | ---- | ---- | ---- | ---- | ---- | ---- | ---- | ---- | ---- | ---- |
| Masters           | DNP  | DNP  | DNP  | T30  | T8   | CUT  | T43  | T27  | T50  | DNP  | DNP  |
| US Open           | DNP  | CUT  | DNP  | CUT  | T4   | DNP  | T27  | T45  | T29  | 71   | DNP  |
| Open Championship | DNP  | DNP  | T35  | CUT  | T7   | DNP  | T14  | CUT  | DNP  | CUT  | T12  |
| PGA Championship  | DNP  | DNP  | T29  | T57  | T20  | DNP  | T16  | T4   | CUT  | DNP  | T47  |

DNP = nicht teilgenommen

CUT = Cut nicht geschafft

„T“ geteilte Platzierung

Grüner Hintergrund für Siege

Gelber Hintergrund für Top 10

## Teilnahme bei Teamwettbewerben
- Alfred Dunhill Cup (für Schweden): 1992
- World Cup (für Schweden): 2001, 2007, 2008 (Sieger), 2009, 2011
- Seve Trophy (für Kontinentaleuropa): 2000 (Sieger), 2002, 2007, 2009
- Ryder Cup (für Europa): 2006 (Sieger), 2008
- Royal Trophy (für Europa): 2007 (Sieger), 2010 (Sieger)